# 圣莱热莱索蒂
圣莱热莱索蒂（法語：Saint-Léger-lès-Authie，法語發音：[sɛ̃ leʒe lɛz‿oti]，意为“欧蒂附近的圣莱热”）是法国上法蘭西大區索姆省的一个市镇，属于亚眠区。

## 地理
圣莱热莱索蒂（50°7'34"N, 2°30'44"E）面积4.29 平方千米，位于法国上法蘭西大區索姆省，该省份为法国北部沿海省份，北起加来海峡省和北部省，西接滨海塞纳省和大西洋英吉利海峡，南至瓦兹省，东临埃纳省。
与圣莱热莱索蒂接壤的市镇（或旧市镇、城区）包括：库安、阿图瓦地区帕、欧蒂、比莱萨图瓦。
圣莱热莱索蒂的时区为UTC+01:00、UTC+02:00（夏令时）。

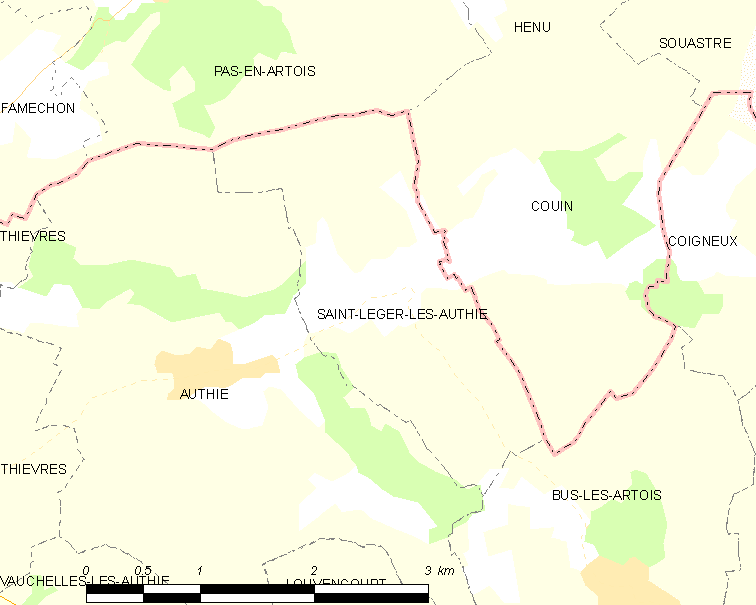
圣莱热莱索蒂的OSM定位图

## 行政
圣莱热莱索蒂的邮政编码为80560，INSEE市镇编码为80705。

## 政治
圣莱热莱索蒂所属的省级选区为阿尔贝县。

## 人口

1962-2008年间圣莱热莱索蒂人口变化图示

圣莱热莱索蒂于2022年1月1日时的人口数量为73人。